# Хайдар, Хюсейн
Хюсейн (Хусейн) Хайдар (тур. Hüseyin Haydar; род. 1956) — турецкий поэт, лауреат национальных премий. Стихи поэта переведены на многие языки мира. 
В декабре 2015 года написал в поэтической форме извинение перед россиянами за сбитый турецкими военными в ноябре 2015 года российский военный самолёт и гибель лётчика Олега Пешкова, которое было опубликовано в турецкой газете «Aydinlik». Стихотворение получило известность в России после появления ролика на «YouTube» в марте 2016 года. 

## Биография
Родился 10 января 1956 года в турецком иле Трабзон. Обучался живописи, но стал поэтом.
В 1973 году стал первым на конкурсе поэтов, организованном Министерством национального образования. В 1979 году начал печататься во многих турецких журналах. Его первый сборник стихов вышел в 1981 году и получил премию. В 1983 году был издан второй сборник его стихов, в 1987 году — следующий. В 1992 году очередной сборник стихов Хюсейна Хайдара был напечатан издательским домом «Адам» (тур. Adam Yayınlarınca). 
В декабре 2015 года Хайдар написал стихотворение-извинение за сбитый Турцией в ноябре 2015 года российский военный самолет, участвовавший в военной операции в Сирии, на который член Совета Федерации от города Севастополя — Андрей Соболев ответил также в стихотворной форме.[значимость факта?]